# 平陵县 (陕西)
平陵县，中国古县名，位于今陕西省咸阳市秦都区平陵乡大王、李都村一带。
平陵县是西汉汉昭帝时设置，平陵是汉昭帝的陵墓，为汉昭帝守陵设县。属右扶风。东汉沿置。三国曹魏黄初元年（220年）改为始平县，属扶风郡。西晋泰始二年（266年）改属始平郡。